# Elektrokorund
Elektrokorund – syntetycznie wytwarzana postać korundu, uzyskiwana poprzez przetapanie boksytu w piecach łukowych. 
Elektrokorund wykorzystywany jest głównie jako materiał ścierny, przede wszystkim ze względu na relatywnie niskie koszty jego uzyskiwania oraz fakt, iż kryształy elektrokorundu są znacznie regularniejsze i ostrzejsze niż kryształy korundu naturalnego. 
Dodatkowym czynnikiem przemawiającym za wykorzystywaniem elektrokorundu jest jego powtarzalna jakość oraz możliwość stosowania domieszek zmieniających jego właściwości szlifujące.
Ze względu na czystość oraz obecność domieszek, wyróżnia się:
- Elektrokorund zwykły (brązowy; BFA – z ang. brown fused aluminia) – zawierający ok. 95% czystego tlenku glinu, do 4% tlenku tytanu oraz możliwe zanieczyszczenia
- Elektrokorund niskotytanowy (jasny BFA) – zawiera 1–2% tlenku tytanu
- Elektrokorund niebieski ogniowy – BFA poddany kalcynacji; następuje zwiększenie wytrzymałości i zmiana koloru ze względu na powierzchniowe utlenienie zanieczyszczeń
- Elektrokorund szlachetny (biały; WFA – z ang. white fused aluminia) – zawierający ok. 99% czystego tlenku glinu
- Elektrokorund chromowy (CrA) – WFA zawierający do 0,5% (różowy) lub 3% (czerwony) tlenku chromu
- Elektrokorund cyrkonowy (ZrA) – zawierający od kilku do 30–40% tlenku cyrkonu.

Domieszki elektrokorundu mają na celu zazwyczaj zwiększenie jego twardości oraz sposobu wykruszania się w trakcie procesu szlifowania. Elektrokound szlachetny i chromowy najczęściej stosowany jest przy szlifowaniu i cięciu stali szlachetnej, aby wyeliminować możliwość zanieczyszczenia jej.
Wraz ze wzrostem wytrzymałości następuje obniżenie twardości elektrokorundów (i odwrotnie):
najtwardszy: monokrystaliczny WFA ⇌ WFA  ⇌ różowy CrA ⇌ czerwony CrA ⇌ jasny BFA ⇌ BFA ⇌ niebieski BFA (najwytrzymalszy)